# Апский район
Апский район (латыш. Apes rajons) — бывший административный район Латвийской ССР.
Создан 31 декабря 1949 году декретом президиума Верховного Совета Латвийской ССР за создание районов. Цесвайнский район был образован путем объединения территорий бывшего Алуксненского уезда, города Апе, волости Дурес, Гауйиенского волости, Илзенской волости, Яунлайценской волости, Яунрозского сельского совета, волости Карвас и Вецлайценской волости. Центр района — город Апе. С 1952 по 1953 год Апский район входил в состав Рижской области. 19 июля 1951 года был ликвидирован сельсовет Кактиню. 14 июня 1954 года ликвидирован сельсоветы Чонкас, Друску, Грубес, Яунрозе, Мелнупес, Межу, Видага и Карва.    
30 марта 1956 года Апский район был ликвидирован, территория района была включена в состав Алуксненского и Смилтенского района. На момент ликвидации Апский район включал в себя 1 город и 17 сельсоветов.